# Ćosinac
Ćosinac (1991-ig Ćosinci) falu Horvátországban, Pozsega-Szlavónia megyében. Közigazgatásilag Pleterniceszentmiklóshoz tartozik.

## Fekvése
Pozsegától légvonalban 17, közúton 20 km-re északkeletre, községközpontjától 8 km-re északkeletre, a Pozsegai-medencében, Pozsegamindszent és Grabarje között fekszik.

## Története
A török uralom idején valószínűleg muzulmán hitre tért horvátok lakták, akik a török kiűzésével Boszniába menekültek. Ezután néhány évig kihalt volt a falu, majd 1697 körül szerb családok települtek ide. 1698-ban „Csozinczi” néven 5 portával szerepel a török uralom alól felszabadított szlavóniai települések összeírásában. 1702-ben 7, 1740-ben 16 ház állt a településen. A 18. és 19. században az ország különböző részeiről újabb szerb családok települtek be.
Az első katonai felmérés térképén „Dorf Choszinczi”néven található. Lipszky János 1808-ban Budán kiadott repertóriumában „Chosinczy” néven szerepel. Nagy Lajos 1829-ben kiadott művében „Chosinczi” néven 8 házzal, 67 katolikus vallású lakossal találjuk. A 19. század második felében a szerbek mellé horvát, cseh és szlovák családok is érkeztek.
A településnek 1857-ben 71, 1910-ben 129 lakosa volt. 1910-ben a népszámlálás adatai szerint lakosságának 50%-a szerb, 26%-a szlovák, 19%-a horvát, 5%-a cseh anyanyelvű volt. Pozsega vármegye Pozsegai járásának része volt. Az első világháború után 1918-ban az új szerb-horvát-szlovén állam, majd később (1929-ben) Jugoszlávia része lett. 1991-ben lakosságának 40%-a szerb, 36%-a horvát, 19%-a jugoszláv nemzetiségű volt. A településnek 2011-ben 54 lakosa volt.

## Lakossága
| Lakosság változása | Lakosság változása | Lakosság változása | Lakosság változása | Lakosság változása | Lakosság változása | Lakosság változása | Lakosság változása | Lakosság változása | Lakosság változása | Lakosság változása | Lakosság változása | Lakosság változása | Lakosság változása | Lakosság változása | Lakosság változása |
| ------------------ | ------------------ | ------------------ | ------------------ | ------------------ | ------------------ | ------------------ | ------------------ | ------------------ | ------------------ | ------------------ | ------------------ | ------------------ | ------------------ | ------------------ | ------------------ |
| 1857               | 1869               | 1880               | 1890               | 1900               | 1910               | 1921               | 1931               | 1948               | 1953               | 1961               | 1971               | 1981               | 1991               | 2001               | 2011               |
| 71                 | 48                 | 52                 | 75                 | 88                 | 129                | 123                | 151                | 136                | 139                | 125                | 110                | 94                 | 74                 | 62                 | 54                 |